# Fernando Aguilar Aguilar
Fernando Aguilar Aguilar (n. Hermosillo, Sonora, 1856-f. Hermosillo, Sonora, 15 de abril de 1930). Médico, benefactor, artista y político. Gobernador del Estado de Sonora en tres ocasiones en calidad de gobernador interino.

## Biografía
Nació en la ciudad de Hermosillo en 1856 y fueron sus padres el licenciado José de Aguilar y Escobosa quien fue gobernador del Estado y Jesús de Aguilar Maytorena. Su infancia y juventud transcurrieron entre la hacienda de sus padres en Topahue y la ciudad de Hermosillo.
Después de haber terminado sus estudios primarios y preparatorios, se trasladó a la Ciudad de México, ingresó a la Escuela Nacional de Medicina y se graduó de médico cirujano en abril de 1885. Mientras realizaba sus estudios, conoció a la que fuera su esposa la señorita Julia Quintana Oviedo, con quien procreó a Julia Isabel, Fernando, Alberto, Benito, Octavio y Germán.
Un mes más tarde, estableció consultorio en su ciudad natal y ejerció su profesión por largos años. Su pasión fue siempre la medicina y sobre todo, la atención a los desvalidos, ya que para él era más importante acudir a las barriadas y atender al necesitado, sin importar en ocasiones la actividad política o social siempre presto a un parto, atender algún niño enfermo o brindar el consuelo al menos afortunado. Nunca le gustó manejar vehículos de combustión, por lo que usaba una calesa tirada por un caballo y ya maduro, sus hijos lo transportaban a la atención de sus pacientes.
Se distinguió a la vez como notable pianista y con notable desinterés tomó parte de numerosos conciertos artísticos y culturales. Tocaba magistralmente el piano. Se cuenta que en una ocasión vino a Hermosillo el célebre violinista alemán Helmut Peippers. En dicha ocasión, el artista no cobró nada con la condición de que se le proporcionara una orquesta de cámara, formándose de inmediato la citada orquesta, participando Aguilar como pianista, Ignacio Andalón en el clarinete y el maestro Antonio Arreola. La función celebrada en el antiguo Teatro El Coliseo, que después fue el Cine Noriega ubicado en Ave. Obregón y Garmendia.
Sus ratos de descanso los fines de semana los pasaba en la Hacienda Noria del Verde que tuvo en copropiedad con su hermano Víctor, de ahí se comunicaba con el resto de las haciendas del rumbo con Hermosillo y San Miguel de Horcasitas por sistema telefónico carrier, que aprovechaba para consultas de sus pacientes y todavía se daba el lujo de pintar bellas obras que conservan sus descendientes.
También desarrolló actividad docente y académica, desempañando en el Colegio Sonora la cátedra de matemáticas y fue conservador del gabinete de Física y Química y Presidente de la Sociedad Auxiliar de la Mexicana de Geografía y Estadística y dirigió varios años el Hospital Civil del Estado. Amigo del célebre músico Rodolfo Campodónico, se cree que le encargó el vals Julia para su esposa e hija.
Sin embargo, su gran pasión fue la medicina. El Ing. Juan de Dios Bojórquez lo llamó “El Médico de los Pobres” y escribe: “Ejerció la profesión casi medio siglo… Hombre de recursos pecuniarios, ejercía la medicina como un apóstol. Cobraba únicamente a los ricos. Los pobres sabían que los atendía solícitamente y gratis. Muchas veces se lo llevaron con grandes apuros a las afueras de la ciudad y a altas horas de la noche para no pagarle nada.

## Carrera política
Figuró como diputado en más de diez legislaturas locales durante la administración de Torres-Corral-Izábal, entre cuyos colaboradores inmediatos se contó. Con carácter de gobernador interino nombrado por el Congreso estuvo al frente del Poder Ejecutivo del Estado del 9 de enero al 22 de febrero de 1899, del 24 de mayo al 8 de junio de 1905 y del 18 de julio al 10 de septiembre de 1906. En septiembre de 1911 salió del Congreso retirándose de la política, se dedicó exclusivamente al ejercicio de su profesión.

## Legislaturas en las que participó[4]
| Legislatura                            | Período   | Distrito   | Carácter          |
| -------------------------------------- | --------- | ---------- | ----------------- |
| XXII Legislatura del Estado de Sonora  | 1909-1911 | Hermosillo | 1.er. Propietario |
| XXI Legislatura del Estado de Sonora   | 1907-1909 | Hermosillo | 1.er. Propietario |
| XX Legislatura del Estado de Sonora    | 1905-1907 | Hermosillo | 1.er. Propietario |
| XIX Legislatura del Estado de Sonora   | 1903-1905 | Hermosillo | 1.er. Propietario |
| XVIII Legislatura del Estado de Sonora | 1901-1903 | Hermosillo | 1.er Propietario  |
| XVII Legislatura del Estado de Sonora  | 1899-1901 | Hermosillo | 2.º Propietario   |
| XVI Legislatura del Estado de Sonora   | 1897-1899 | Hermosillo | 1.er Propietario  |
| XV Legislatura del Estado de Sonora    | 1895-1897 | Hermosillo | 1.er. Propietario |
| XIV Legislatura del Estado de Sonora   | 1893-1895 | Hermosillo | 1.er. Propietario |
| XIII Legislatura del Estado de Sonora  | 1891-1893 | Hermosillo | 1.er Propietario  |
| XII Legislatura del Estado de Sonora   | 1889-1891 | Hermosillo | 2.º Suplente      |

Falleció el 15 de abril de 1930, en la calle Morelos 88 (hoy Insurgente Pedro Moreno), acompañado de sus hijos, nietos y hermanos, asistido por sus amigos los doctores Ruperto L. Paliza y Domingo Olivares, quienes también destacaron tanto en la ciencia como en la política.